# Bokashi (compostage urbain)
Pour les articles homonymes, voir Bokashi (homonymie).

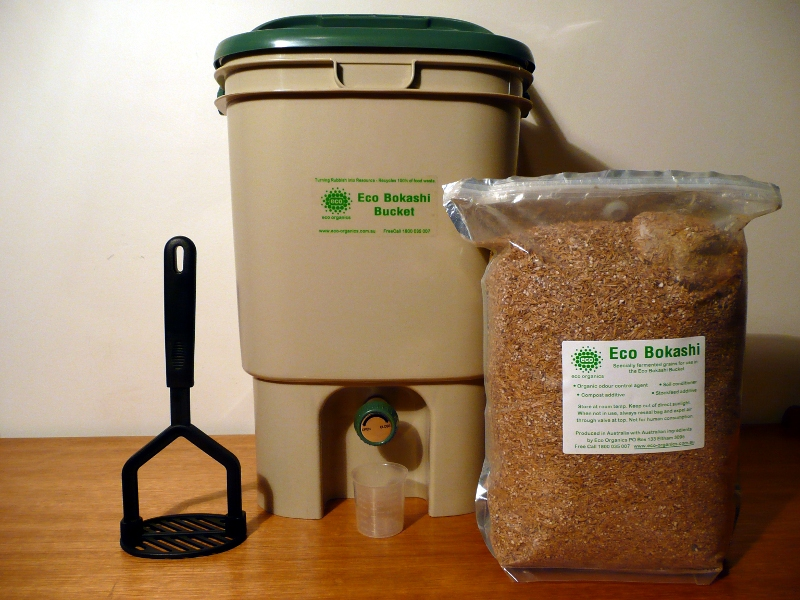
Kit Bokashi comprenant un seau hermétique, une presse et de la poudre Bokashi.

Le compostage urbain Bokashi est un procédé de compostage lié au sol en deux étapes pour conserver puis valoriser les biodéchets de cuisine et de table.
La première phase de pré-compostage à l'abri de l'air, similaire au procédé d'ensilage agricole des végétaux, permet un stockage hygiénique par acidification naturelle sans perte de qualité des nutriments.
Ensuite, lors de la seconde phase de compostage à l'air, le procédé permet un surcyclage de proximité des biodéchets, en un temps réduit, en permettant d'améliorer la qualité du sol, tout en nourrissant directement la vie du sol et les cultures à long terme.
Le temps nécessaire à la fabrication puis à l'utilisation du compost Bokashi est réduit à environ un mois et ne nécessite pas d'équilibrage de matière carbonée/azotée (rapport C/N).

## Procédé en deux étapes

### Première étape
La première étape consiste à un pré-compostage par fermentation sans air et permet de conserver les biodéchets dans un seau étanche dans un espace réduit à l'intérieur de l'habitation. Elle s'effectue par un dépôt des biodéchets suivi d'un tassement puis d'un saupoudrage de poudre Bokashi sur chaque couche déposée. Les biodéchets de cuisine sont alors stabilisés par fermentation lactique sans air (anaérobie) grâce à la poudre Bokashi composée de micro-organismes efficaces inoculés dans du son de céréales.
Ces saupoudrages de micro-organismes spécifiques dans un seau étanche améliorent et garantissent un meilleur fonctionnement. Ils ont pour effet de bloquer la méthanisation, la décomposition et la nitrification ainsi que d'hygiéniser l'ensemble, solide et liquide,. Cette fermentation lactique est comparable à la fermentation du yaourt, du saucisson, de la choucroute, de l'ensilage, des olives et pickles.
Ce procédé, lors de la première phase de fermentation, permet d'élargir le tri des biodéchets aux déchets alimentaires de la cuisine tel que la viande, le poisson ou les produits laitiers, en les détournant de l'enfouissement ou de l'incinération.

### Deuxième étape
La deuxième étape consiste en un compostage à l'air des matières organiques fermentées pour permettre ensuite une valorisation au sol du compost Bokashi. Cette deuxième étape s’effectue soit directement au jardin, au potager ou en rempotage par enfouissement sous quelques centimètres de terre, soit plus indirectement dans un composteur domestique ou un lombricomposteur.

## Histoire et origine
Depuis le Néolithique, l'homme utilise la fermentation avec des micro-organismes pour la conservation des aliments avec une faible consommation d'énergie. Différents micro-organismes sont domestiqués par tous les peuples afin d'obtenir des produits stables pour les diverses fermentations (pain, vin, bière, fromage, charcuterie…) ; domestication qui éloigne les souches sélectionnées au fil du temps des souches naturelles utilisées à l'origine, pour une meilleure efficacité et une maîtrise d'un meilleur mutualisme entre les micro-organismes et l'homme.

### Mise en évidence anaérobie
Dans les années 1970, Teruo Higa, effectue des recherches sur les mandarines pour son doctorat en horticulture au Kyushyu University Graduate School. Durant son étude, travaillant avec des pesticides et engrais chimiques qu'il préconise pour réduire les efforts lors de la production de compost domestique, il constate une dégradation générale de sa santé accompagnée d'éruptions cutanées.
Il s’intéresse et dirige alors ses recherches vers les micro-organismes mais à cette époque, un seul micro-organisme à la fois est étudié. Ses recherches durent cinq années sans résultat. Dans les années 1980, de retour à l'Université des Ryūkyū sur l'île d'Okinawa, Il est alors professeur et effectue des expériences avec les micro-organismes aérobies associées à des bactéries lactiques anaérobies et levures. Ne souhaitant plus mettre à l'égout ses tests avec les micro-organismes, il les jette sur du gazon et découvre par hasard leur efficacité pour favoriser la croissance des plantes.

### Mise au point de l'inoculant
En 1982, le Dr Higa met alors au point la technologie "EM" Effective Microorganisms (Micro-organismes Efficaces). Pour cette mise au point, il utilise son nez comme outil principal de vérification de l’efficacité des micro-organismes. Si l'odeur ne lui convient pas, le résultat n'est pas concluant. Ensuite, par ensemencement de micro-organismes efficaces dans du son de céréales, il crée la poudre EM Bokashi, support sec concentré en micro-organismes efficaces, de bactéries lactiques entre autres, développée alors pour l'agriculture comme conditionneur de sol.
La poudre Bokashi est constituée d'une association de micro-organismes efficaces de types bactéries lactiques, bactéries photosynthétiques, levures et bactéries actinomycètes qui ensemble effectuent un travail synergique.

### Adaptation urbaine
Le Dr Higa adapte son compostage agricole au compostage domestique des ménages en milieu urbain dans un sac hermétique par saupoudrage d'EM Bokashi sur des biodéchets de cuisine.
Aujourd’hui au japon, le seau Bokashi, plus pratique et plus adapté aux contraintes d'hygiène des ménages, est adopté largement ainsi qu'ailleurs dans le monde permettant plus particulièrement une ouverture/fermeture simplifiée, un tassement pour retirer l'air entre les déchets afin d'aussi optimiser l'espace et offrir une évacuation plus facile de l’excès de liquide. Bien que la pratique courante s'effectue dans des seaux avec robinet, certains optent pour des seaux étanches sans purge et sans robinet.

### Le Bokashi urbain duXXIesiècle

#### Contexte urbain des biodéchets des ménages
L'urbanisation des villes liée à l'industrialisation et l'exode rural du début du XIXe siècle ne facilite ni l'élimination des biodéchets urbains ni leur recyclage en circuit court. Pourtant considérés comme le fumier des rues, les biodéchets des villes sont une ressource importante pour l'agriculture de périphérie des villes.

« On désigne sous ce nom [fumier des rues] un mélange d'une foule de substances très diverses, qui sont habituellement jetées dans les rues des grandes villes, telles que débris de légumes, vidanges de poissons, de volailles, débris de plumes, poils, cheveux, etc., balayures de toutes sortes provenant des rues ou de l'intérieur des habitations. Le mélange de ces débris constitue un engrais d'autant plus riche que les populations sont plus malpropres, parce qu'alors les matières purement terreuses s'y trouvent en moins forte proportion. »

— Joachim Isidore Pierre, Chimie agricole ou L'agriculture considérée dans ses rapports principaux avec la chimie (4e édition de 1865)
La solution des champs de récupérer et valoriser les biodéchets des villes disparaît à la fin du XIXe siècle avec l'arrivée de la poubelle dans une économie circulaire déjà existante.
Au XXe siècle, le sac poubelle en plastique se généralise. Il bloque alors les autres déchets secs majoritairement recyclables, mélangés aux biodéchets, pour une valorisation par un recyclage indépendant, le sec d'un côté (les emballages, les verres et les papiers) et l'humide de l'autre (les biodéchets). Il est alors impossible de dissocier les deux types de ressources qualitativement avec pour conséquence un développement incontrôlé de micro-organismes aérobies et anaérobies, pathogènes compris dans le sac poubelle. Le confinement en sac poubelle est alors largement adopté en milieu urbain pour les biodéchets en mélange.
Le tri mécanique et biologique, l'enfouissement et l'incinération restent les solutions mondialement pratiquées jusqu’à la prise de conscience du XXIe siècle des nouvelles contraintes climatiques, sanitaires, écologiques, de l’épuisement des ressources et de l’intérêt économique et agronomique du recyclage des biodéchets urbain avec comme facteur supplémentaire l'augmentation et la concentration de la population et principalement dans les centres urbains avec le vieillissement des populations.

#### Valorisation des biodéchets alimentaires en circuit court
La collecte séparée des biodéchets se met en place par quelques initiatives mondiales inscrites dans une démarche Zéro Déchet. En France, en 2018, la collecte séparée des biodéchets représente 5 % d'un gisement de 18 millions de tonnes par an, avec pour défi une obligation de tri à la source des biodéchets pour tous avant 2025, ramenée à décembre 2023 par le Conseil de l'Europe en mai 2018.
Dans le monde, en milieu urbain, peu de solutions de gestion domestique aussi sont proposées aux ménages hormis le lombricompostage et le compostage de proximité aux règles assouplies en France en 2018. En milieu périurbain et rural, le compostage domestique et l'acquisition de poules sont les solutions majoritairement proposées pour le recyclage et la valorisation des biodéchets de cuisine en circuit court.
La reconnaissance mondiale des biodéchets des ménages comme une ressource pour l'agriculture urbaine avance selon l'Organisation des Nations unies pour l'alimentation et l'agriculture (FAO), avec un axe toutefois de priorité de réduction du gaspillage alimentaire. Mais peu d'expériences, d'initiatives et d'études sont faites pour développer cette activité d'agriculture urbaine depuis les ressources des biodéchets de villes.
L'atout de cette gestion de proximité en économie circulaire est une valorisation au plus proche des biodéchets pour un retour à la terre du reste de nutriments disponibles dans les déchets organiques ; nutriments nécessaires pour les plantes potagères qui en consomment beaucoup pour leur élaboration. Selon la FAO, ce circuit court développe l’attrait de prix compétitifs, d'un moindre transport optimisé et nécessitant moins de stockage et de réfrigération des produits horticoles.
Pour cette agriculture urbaine et périurbaine, les ressources en amendement de fertilité du sol viennent de l’extérieur des centres urbains. Pour la transformation en compost, l'effort nécessite beaucoup de ressources (transport, stockage, mécanisation, matière carbonée d'équilibrage, normalisation, temps de maturation, surveillance de température et hygrométrie).
Ce besoin d'amendement fait aussi appel alternativement aux engrais minéraux fabriquées à partir de ressources fossiles ou d'engrais organiques d'origine industrielle, au parcours long, interdits en agriculture biologique.

#### La part du Bokashi dans le contexte de circuit court urbain duXXIesiècle
Le Bokashi apparaît dès la fin du XXe siècle en Amérique Centrale, en Amérique du Sud et en Chine mais principalement en agriculture pour le conditionnement des sols depuis une ressource rurale en petites exploitations (fumier animal en général).
Les biodéchets des milieux urbains et semi-urbains ne permettent pas toujours une valorisation de proximité par compostage traditionnel. Le prix élevé du foncier urbain, l'espace peu disponible, les poussières et la gêne olfactive potentielle occasionnée réduit les possibilités de développement de stations urbaines de compostage traditionnel.
Quelques initiatives mondiales de recyclage des déchets de cuisine en circuit court avec le compostage Bokashi se mettent en place par exemple sur Waiheke Island en Nouvelle-Zélande, aux États-Unis sur les arrondissements de Manhattan et de Brooklyn situés dans la ville de New York ainsi qu'en France sur Bordeaux Métropole,.

## Contexte d'utilisation

### Partout, pour tous et pour presque tous les biodéchets de cuisine
Le pré-compostage demande une information précise mais ne demande pas de compétences ni de surveillances particulières. La méthode Bokashi est utilisable en tous lieux où le ramassage des biodéchets urbains est très espacé dans le temps ou demande un stockage hygiénique, sans contraintes d'odeurs, de température ou de protection d'accès aux parasites (mouches, moucherons, guêpes, rongeurs...). Cette méthode alternative permet d'étendre la collecte de leurs biodéchets à une plus grande quantité et une plus grande variété de déchets alimentaires et en particulier la viande, le poisson et les produits laitiers.
Techniquement, le fond du seau ou du conteneur mobile est muni d'un tamis servant à retenir les matières solides après compression et faciliter l’écoulement de l’excès de liquide. Un robinet est placé dans sa partie la plus basse pour pratiquer une purge à la demande du liquide excédentaire. Il peut aussi ne pas avoir d'évacuation de liquide. Le seau ou conteneur Bokashi est placé dans un endroit tempéré pour conserver l'activité microbienne mésophile optimum. Il peut être positionné à l'intérieur de l'habitation, dans une cuisine, sous l'évier, dans un cellier, un garage ou à l’extérieur de l'habitation à l'abri du soleil direct et hors gel.

### En milieu urbain et semi-urbain
Le milieu d'habitation citadin est un espace souvent réduit où le compostage individuel traditionnel pose des problèmes de stockage et d'espace en particulier ou d'autorisation, et le lombricompostage exige connaissance, méthode, attention et présence. En France, 83 % de la population vit dans une grande aire urbaine mais cela concerne aussi les milieux touristiques à forte et très forte densité saisonnière. Le compostage Bokashi est alors alternatif ou complémentaire aux autres systèmes.
Pour répondre aux spécificités de chaque milieu et particulièrement ceux à forte densité urbaine, lors d'une collecte en porte-à-porte, la fréquence de ramassage de seau de pré-compostage Bokashi est très réduite dans le temps. La collecte s'effectue chaque mois environ, pour un coût moindre pour la collectivité comparé à une méthode de collecte de biodéchets hebdomadaire voire tous les deux jours en période estivale en seau aérobie ; procédé que la métropole de Bordeaux en France expérimente depuis 2018,.

### En milieu semi-urbain et rural
Le milieu d'habitation pavillonnaire est un espace proche voire éloigné des centres-villes où le compostage individuel traditionnel ne correspond pas toujours à l'attente, aux contraintes et à la sensibilité de chacun. Le compostage individuel traditionnel, bien que l'espace puisse être disponible, demande des exigences : techniques et physiques conséquentes d'aération par brassage ; de maintien d’humidité et de température ; d'équilibre de type de matière brune et verte (rapport "C/N") par ajout de déchets verts pas toujours disponibles ou difficile à broyer et non neutre en termes d'énergie fossile utilisée pour son broyage et son transport ; de temps à consacrer, de force physique ou de motivation.
Malgré un intérêt certain pour la valorisation en circuit court des biodéchets, souvent nécessaire pour la réduction des coûts pour la collectivité et utile pour la production locale d’œufs de qualité, les poules quant à elles font parfois l'objet de différents de voisinage liés au bruit et aux odeurs et ne permet pas un éloignement de plusieurs jours sans surveillance. Aussi en Europe, pour des raisons sanitaires, la fourniture de poules par les collectivités est normalement interdite et engage la responsabilité de la collectivité pour leur promotion.
Pour ces espaces semis-urbains et ruraux, l'adoption du pré-compostage suivi du compostage Bokashi est alternatif voire complémentaire et permet une valorisation directe ou indirecte au sol du jardin, jardinières ou du potager, avec des contraintes réduites, même en période hivernale.

## Secteurs d'utilisation
Pour l'habitation ou le bureau, le pré-compostage Bokashi se pratique dans un seau étanche de taille modeste, en plastique ou en inox. En 2003, une expérience est effectuée durant les mois d'hiver en Nouvelle-Zélande dans la ville de Christchurch sur 100 ménages. Cette expérience concluante permet de mettre en évidence le volume de seau le plus adapté pour les ménages de cinq litres pour un foyer de une à deux personnes et dix litres pour un foyer de trois à quatre personnes. En milieu professionnel, il se pratique dans un seau de type conteneur plastique étanche mobile sur roulette.

### Secteur des particuliers
Dans le monde, le traitement des biodéchets en milieu urbain avec cette méthode Bokashi fait l'objet d'initiatives et de recherches principalement dans les pays développés depuis les années 2000.
En France, en décembre 2016, Le ministère de la Transition écologique et solidaire conseille entre autres le compostage Bokashi pour les particuliers. Cette alternative répond à l’exigence de La loi de Transition Énergétique pour la Croissance Verte (LTECV) qui prévoit que tous les particuliers disposent d’une solution pratique de tri à la source de leurs biodéchets avant 2025, échéance ramené à fin 2023 par l'Europe.
Depuis 2011, La Commission Européenne préconise aussi l'usage du compostage Bokashi, bien qu'elle ne le nomme pas, en précisant, :

« 10. Faites du compost : [...] Si vous avez des déchets d’aliments cuits, un composteur de cuisine fera l’affaire. Mettez-y vos déchets, saupoudrez de microbes spéciaux et laissez fermenter. [...]. »

— Commission Européenne, Communiqué de presse du 14 septembre 2011

#### Partage et adoption des biodéchets fermentés par des particuliers
En milieu urbain, la destination finale du Bokashi vers un compostage de deuxième phase en fait sa spécificité mais rentre dans le champ d'un déploiement de la collecte séparée des biodéchets via une collecte différenciée mise en œuvre par le tri au porte-à-porte organisé par les collectivités ou vers un compostage de proximité partagé, (composteurs de pieds d’immeuble, de quartiers, en établissement).
La destination finale du seau Bokashi pré-composté peut aussi aller vers un particulier jardinier ou maraîcher professionnel adoptant de biodéchets de cuisine. Pour faciliter cette mise en relation de proximité entre particuliers du monde entier, en 2016, l'association australienne Sharewaste déploie une carte interactive d'accès mondiale sur internet. Cette carte est accessible à tous les particuliers désireux de partager leurs biodéchets et ceux susceptibles d'adopter ces biodéchets dans leur composteur domestique, dans un composteur partagé par une collectivité associative ou professionnelle ainsi que par des propriétaires de lombricomposteurs ou de poules,, en plébiscitant les bioseaux Bokashi. Cette possibilité est déclinée pour la Nouvelle-Zélande par l’association The Compost Collective qui plébiscite aussi la méthode Bokashi.

### Secteur des professionnels
Le système Bokashi est une solution utilisée en milieu professionnel avec des petits seaux (6 à 30 litres) ou une solution de conteneur étanche sur roues de gros volumes (120 et 240 litres). Ce concept est utilisé en Australie particulièrement dans le milieu de la restauration à New York aux États-Unis avec une initiative à Brooklyn pour de l’évènementiel occasionnel de moins de 200 à plus de 500 personnes.
Dans les lieux communs des entreprises, certains mettent en place un petit seau Bokashi à usage collectif dans les bureaux pour la récupération des biodéchets en milieu professionnel, en Nouvelle-Zélande, en France et en Australie,. Il peut être utile en particulier pour les biodéchets type marcs de thé et café, peaux et coques de fruits, restes de repas, etc ; fraction non négligeable oubliée des cinq flux de tri obligatoires depuis 2016 dans les entreprises Françaises, hormis les producteurs de plus de dix tonnes par an de biodéchets qui sont, depuis 2016, contraints de tri des biodéchets.

## Bilan des ressources

### Intérêts

#### Hygiène
En France, l'ADEME précise que les biodéchets des ménages sont considérés comme des sous-produits animaux de catégorie 3 (SPAn C3), reste de fruits et légumes compris car ils ont pu être mis en contact avec des sous-produits animaux à un moment ou un autre. Cette catégorie nécessite certaines attentions définies par des règles européennes pour leur élimination et utilisation. L'INERIS précise que dans un bioseau conservant les biodéchets à l'air ambiant, les moisissures, partie visible de développement de micro-organismes pathogènes ou non et autres risques pathogènes non-visibles impose par précaution une certaine hygiène.
Grâce à la fermentation lactique, le potentiel hydrogène (pH) du Bokashi est acide à maturité (pH de 3,5 à 4 environ). Cette acidité est l'outil utilisé en amont par le Bokashi pour lutter contre les agents pathogènes comme l'est en aval l’élévation de température dans un composteur thermophile. Ce travail particulier d'hygiène spécifique est rendu pour un résultat collectif avec les bactéries lactiques qui développent l'acide lactique, un agent bactériostatique notamment sur des bactéries pathogènes comme les Salmonelles, la Listeria, etc. mais aussi avec les Actinomycètes, bactéries filamenteuses qui ressemblent à des champignons, aux propriétés antibiotiques qui sont utilisées contre certains types de bactéries pathogènes de type Escherichia coli.
Les résultats de l'étude néo-zélandaise, une des rares études sur les risques de prolifération amont de micro-organismes pathogènes en utilisant le compostage Bokashi, permet significativement de démontrer que la partie solide ainsi que le jus du bioseau Bokashi peut être utilisé pour la fertilisation directe de cultures légumières sans craindre la propagation d'agents pathogènes alimentaires courants. Après transfert du contenu du seau, le rinçage et nettoyage du seau se trouve facilité et simplifié.

#### Sécurité
Le seau Bokashi est hermétique, sans mauvaises odeurs et protège de l'accès aux insectes et rongeurs. Il est étanche et permet un transfert facilité vers un jardin, un maraîcher ou vers les stations finales de compostage éloignés, avec moins d'urgence que pour une solution de stockage à l'air libre (aérobie). La phase de fermentation dans le seau étanche ne dégage pas de chaleur et ne nécessite pas de surveillance.

#### Simplicité
Le stockage, même à long terme en intérieur dans très peu d'espace est possible en appartement ou en pavillon. Le contenu du seau peut être transféré dans un conteneur ou une fosse plus volumineux pour une utilisation ultérieure. Le brassage des couches déposées n'est pas nécessaire. Les restrictions sur les déchets refusés sont minimes et ne nécessite pas de compétence particulière avec finalement moins d'erreurs pour une meilleure qualité de tri. Sans besoin de brassage, l'équilibre de la proportion Carbone/Azote (rapport C/N - déchets bruns/verts) du seau, pour une utilisation directe au jardin, n'est pas nécessaire.

#### Praticité
Le procédé réduit le temps et l'espace consacré à la tâche de tri, de collecte puis de recyclage des biodéchets de cuisine seuls. En intérieur, le mode est compatible toutes saisons, même durant la période de froid hivernal ou chaude estivale. Il optimise le recyclage en acceptant en particulier les déchets de viande et de produits laitiers. Il permet un meilleur taux de détournement des biodéchets de l'enfouissement que les autres alternatives, lombricomposteurs ou composteurs individuels. En hiver, son stockage en extérieur ralentit et fige l'activité microbienne mais n'a pas de conséquence sur la qualité de la deuxième phase effectuée lors du réchauffement du sol au printemps.

#### Complémentarité
Par l'association du Bokashi au lombricompostage, la fermentation rend digeste les aliments refusés en règle générale par les vers (agrumes, ail, poireaux, restes protéinés...) et augmente ainsi le pourcentage de détournement de l'enfouissement ou de l'incinération. Les seaux Bokashi en fermentation stockés peuvent alors attendre sans contrainte de temps de nourrir les vers à la demande. C'est aussi l’intérêt de pouvoir boucler la chaîne de compostage en espace très réduit et de fournir un compost de qualité finalisé, stabilisé, assimilable directement par les plantes et stockable,.

#### Rapidité
Le temps total de fabrication d'un Bokashi prêt pour un amendement au sol et disponible pour les plantes potagères est réduit à un mois minimum hormis le temps de remplissage du seau.
La première phase de fermentation de pré‑compostage en anaérobie dure de une semaine minimum à quinze jours.
La deuxième phase de compostage en aérobie dure quinze jours à un mois selon l'utilisation. Cette deuxième phase est nécessaire pour supprimer l'acidité par le contact naturel du sol et peut se réaliser dans un seau ouvert recouvert de terre ou enfouie dans un sillon puis recouvert de terre. Au bout de quinze jours de maturation, le contenu du seau ou le sillon peuvent être mis en culture.

#### Vigilance, Prévention, Réduction
Chaque année dans le monde, 1,3 milliard de tonnes de denrées alimentaires sont perdues ou gaspillées, ce qui représente un tiers de la production alimentaire mondiale, (dont 88 millions de tonnes en Europe). En France, il représente 20 kg par personne et par an de pertes, soit environ 100 € à 160 € par personne et par an de perte en pouvoir d'achat. Le gaspillage alimentaire est aussi responsable d'environ 8 % des émissions mondiales de gaz à effet de serre.
Bien que pré-composté sans émission de méthane par compostage Bokashi puis composté dans la deuxième phase pour le retour à la terre, la réduction de la fraction de gaspillage alimentaire est un axe prioritaire dans le monde. En France cette priorité est fixée en 2016 par l'Article L541-15-4 du code de l'environnement. Depuis 2011, La Commission Européenne préconise l'usage du compostage Bokashi (bien qu'elle ne le nomme pas), pour le compostage en dernier recours, comme 10e et ultime action pour réduire le gaspillage alimentaire,.
Le seau Bokashi peut permettre la mise en évidence et servir d'outil de vigilance et de sensibilisation pour sa réduction,,. Le seau Bokashi concentre dans un espace confiné, très réduit, la très grande majorité des biodéchets durant un certain temps, gaspillage alimentaire du ménage compris. Il récupère les déchets organiques de préparation culinaire mais aussi ceux devenus impropres à la consommation et en particulier les denrées alimentaires dont la Date Limite de Consommation (DLC) est dépassée ainsi que les produits à Date de Durabilité Minimale (DDM) mal perçue et souvent confondue avec la précédente sans oublier ceux dont la chaîne du froid est rompue et ceux de qualité ou préparation médiocre non consommée.

#### Qualité
Le système Bokashi accélère le processus de dégradation par un apport direct lié au sol en nourrissant plus directement l'écosystème, pour une libération lente des nutriments nécessaires aux plantes et aux micro-organismes (C, N, P, K, Mg, Ca, Fe, Zn, Cu, Mn et Na) sans perte de nutriments durant les phases de pré-compostage puis compostage direct. Sans nécessité d'apport de déchets carbonés extérieurs pour l'équilibre du rapport C/N comme pour un compost traditionnel aérobie, l'introduction de graines d'adventices et pathogènes de cultures est alors limitée.

##### Agriculture Biologique
Sa normalisation pour l'agriculture biologique nécessite moins de contraintes techniques que l'élaboration du compost traditionnel aérobie. Alternative encore peu explorée scientifiquement, le Bokashi utilisé comme amendement, par l'utilisation des biodéchets urbains des ménages, améliore la qualité du sol et de la croissance des plantes en agriculture biologique,,.
En 2012, l'International Federation of Organic Agriculture Movements (IFOAM) autorise l'utilisation de compost Bokashi associé aux activateurs de compost EM (micro-organisme efficace) en agriculture biologique.
Selon l'annexe I du règlement de la Commission Européenne no 889/2008 du 5 septembre 2008, l'utilisation de micro-organismes ainsi que déchets ménagers compostés ou fermentés à partir de déchets ménagers triés à la source est possible en agriculture biologique sous conditions et en particulier sans litière animale et plus particulièrement concernant les teneurs maximales en cadmium, cuivre, nickel, plomb, zinc, mercure et chrome.

#### Protection de l'environnement
Enfouis en décharge, les biodéchets produisent des émissions de méthane (CH4), un gaz à effet de serre 28 fois plus puissant que le dioxyde de carbone (CO2). Grâce au procédé anaérobie avec les micro-organismes efficaces, la fermentation Bokashi n’émet pas de méthane et conserve les nutriments.
Ensuite, directement mélangés à la terre du jardin ou indirectement compostés pour aider la dégradation des matières carbonées ou comme nourriture aux vers du lombricomposteur, les biodéchets vont rejoindre naturellement les autres éléments minéraux nécessaires à l'équilibre de l'environnement et l'amélioration de la qualité des sols, des végétaux de consommation et des nappes phréatiques. Cela favorisera aussi un meilleur stockage du carbone dans les sols pour limiter le réchauffement climatique (prônée par l'initiative 4p1000).

### Contraintes

#### Coût
L'investissement dans un équipement de base est nécessaire ; ensemble complet composé au minimum d'un seau Bokashi au couvercle hermétique muni d'une purge basse pour l'évacuation de l'excès de liquide ainsi que de poudre EM Bokashi. La solution "fait maison DIY" pour les bricoleurs reste possible. Cette option de purge basse n'a pas été systématiquement retenue par certains, simplifiant le processus de frabication et le coût en particulier pour les gros volumes de récupération.

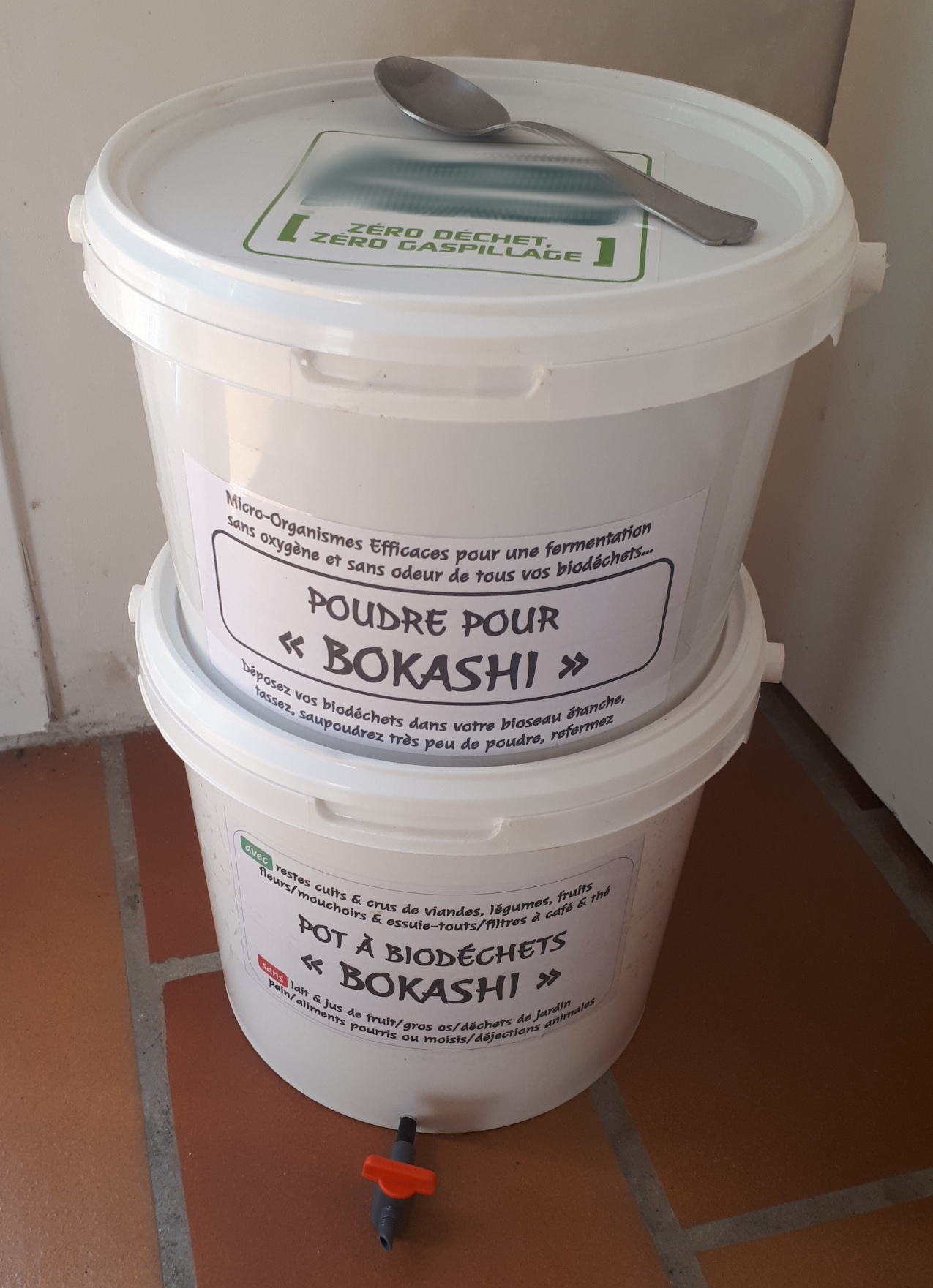
Ensemble - Seau Bokashi 5 litres "Fait Maison - DIY" avec au-dessus son seau de réserve de poudre Bokashi.

Hormis la quantité de poudre Bokashi comprise en général dans l'équipement de base, la fabrication de poudre depuis l'inoculant ou le réapprovisionnement de poudre ou de spray liquide Bokashi est nécessaire. La consommation de poudre ou liquide Bokashi varie selon la quantité et la nature des biodéchets quotidiens produits par le ménage. La solution de fabrication "Fait Maison - DIY" reste possible aussi,,,;

#### Engagement
Si le procédé est séduisant, pratique et efficace pour certains, il est nécessaire d'avoir trouvé la possibilité d'une prise en charge sérieuse et fiable pour la deuxième phase de compostage avant de se lancer dans l'acquisition d'un pré-compostage Bokashi.

#### Espace
En cas d'espace de vie minuscule sans balcon, il peut être délicat de trouver une place dans la cuisine, le cellier ou sur le palier.

#### Odeur
L'odeur du Bokashi ou du liquide peuvent être gênants pour certaines personnes sensibles ou en cas d’erreur de manipulation, de sous-dosage ou de dégradation de la qualité de la poudre.

#### Poids
Les biodéchets sont composés de 70 à 80 % d'eau environ selon la matière, et bien que l'excès d'eau soit correctement purgé de son volume, le seau peut se révéler assez lourd une fois plein (un seau de 16 litres plein de biodéchets tassés et purgé de l'excès de liquide pèse environ 10 kg). Le transport lors du transfert est alors plus aisé pour un seau partiellement plein ou d'une contenance plus modeste et aux fréquences de transfert ajustées au ménage. Certains kits proposent parfois deux seaux, solution qui résout le souci et permet une maturation sans contrainte du premier seau plein et un échange éventuel simplifié.

#### Technicité
Bien que le procédé Bokashi soit un procédé simple et d'opérations faciles, c'est un procédé technique spécifique et encore peu développé dans le monde. Il nécessite une sensibilisation, du conseil et un accompagnement qualifié et d'expérience organisé au sein des collectivités locales, associé à des actions régulières de communication ainsi que des évaluations, ce que conseille l'ADEME en France.

## Méthode Bokashi

### Étape 1: fermentation pour la conservation
Les biodéchets sont déposés en surface par couches de 1 à 3 cm dans le seau. Cette couche déposée est tassée afin de retirer l'air présent entre les déchets. Pour simplifier la tâche, un poids, petit sac de sable par exemple, peut aussi être laissé sur la dernière couche déposée pour une compression permanente. Une fois tassée, la surface est alors saupoudrée de poudre Bokashi avant de refermer le seau.
Le liquide qui s'écoule dans le fond du seau doit être drainé pour maintenir l’activité microbienne optimum. Le seau est purgé aussi souvent que nécessaire. L'excès d'eau résiduel peut être utilisé dilué comme thé de compost ou évacué vers les eaux usées.

#### Poudre Bokashi

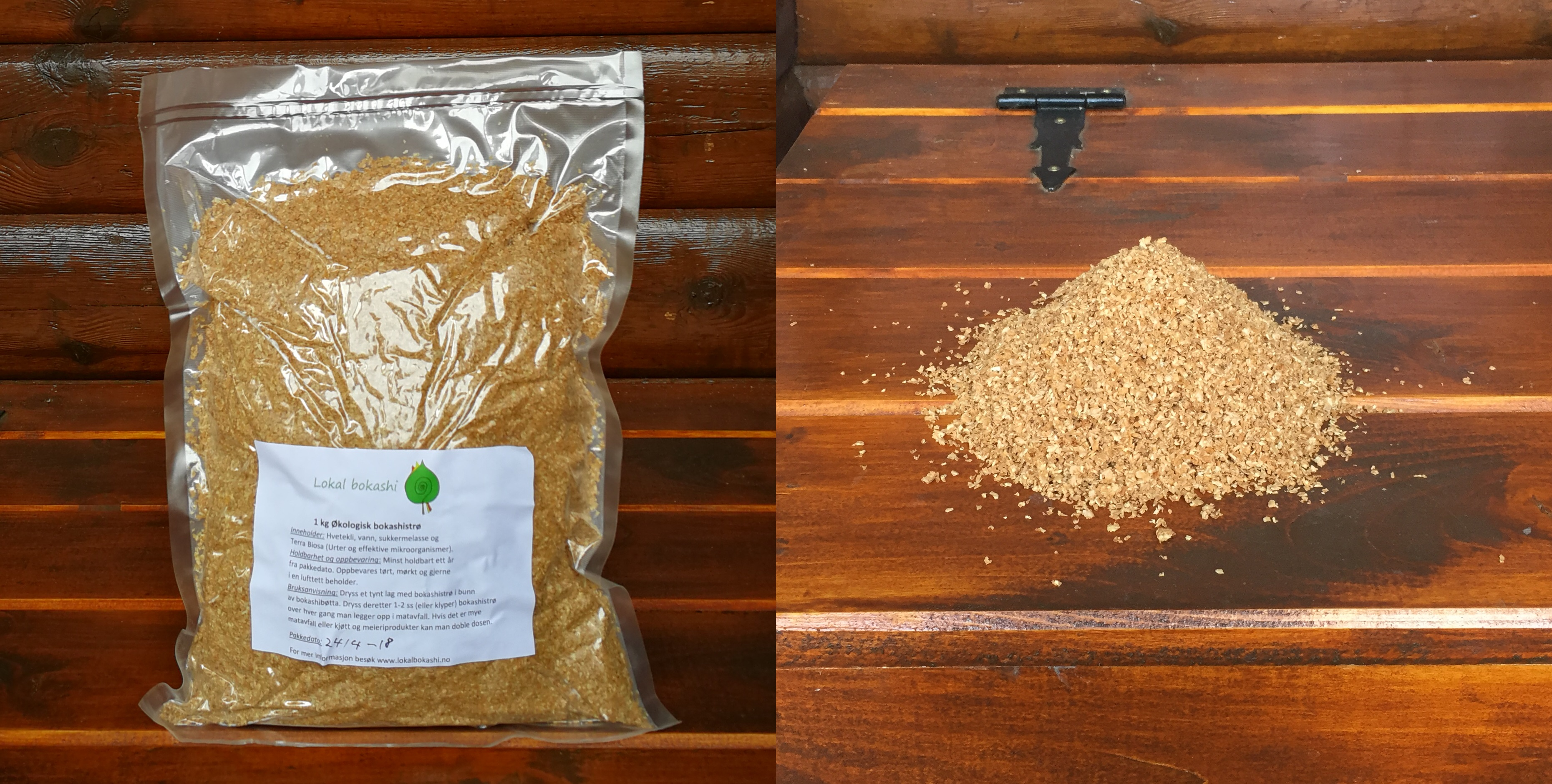
Poudre Bokashi composée de son de céréales, de mélasse et de micro-organismes efficaces.

La poudre Bokashi est constituée d'une base riche en carbone, de son de céréales de riz ou de blé, mélangée à de la mélasse (sucre et eau) puis enrichie en micro-organismes efficaces EM (bactéries lactiques, levures, organismes photosynthétiques, champignons actifs enzymatiques). Cette préparation est nécessaire pour déclencher puis entretenir le processus de fermentation lactique et prévenir la pourriture des déchets et risques pathogènes dans le seau Bokashi.
Plusieurs appellations de la poudre sont possibles : Activateur, Poudre, Son Bokashi ou Démarreur de fermentation organique Bokashi. En anglais - Bokashi Starter, EM-Bokashi Bran, Fermentation Starter, Bokashi Sprinkle, Bokashi Grain Mix, Powder, Zing, Culture, Odor Muffler, Compost Starter. En suédois - Bokashiströ. En norvègien - Bokashistrø.

#### Niveaux de maturation

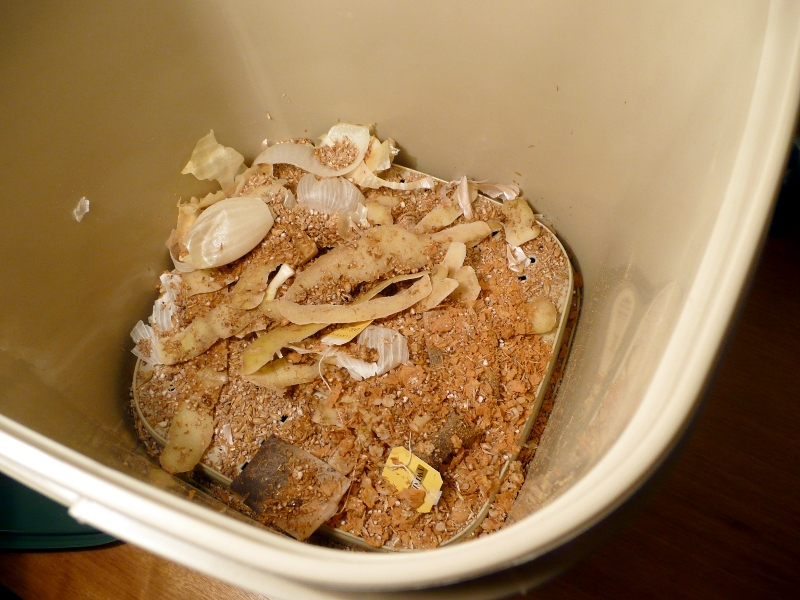
Couches de biodéchets grossièrement coupés saupoudrée de poudre Bokashi après tassement.

L'odeur douce et aigre de cornichon est représentatif du bon processus de fermentation. La maturation finale du seau plein s’effectue en une quinzaine de jours environ après le dernier dépôt. La maturation effectuée, le stockage n'a pas de limites. Les biodéchets ne se décolorent pas ou peu. La fermentation lactique ne dégage pas de chaleur. Les dépôts peuvent être très étagés dans le temps si l'étanchéité est conservée.

#### Règles principales du bon fonctionnement
Un morceau de papier ou mouchoir peut être déposé au fond du seau pour favoriser le drainage de l’excédant de liquide et retenir les petits morceaux pouvant bloquer l'écoulement du robinet. Il en favorise aussi le vidage des déchets et le nettoyage du seau. Les biodéchets doivent être ôtés de poches papiers, papiers journaux ou sac plastiques compostables qui bloqueraient l'accès aux micro-organismes. Les déchets de cuisine sont coupés grossièrement voire finement pour les déchets les plus sensibles (viande, produit laitier...) afin de favoriser l'accès aux micro-organismes efficaces à un maximum de surface. L’étanchéité du seau après manipulation (tassement et saupoudrage) doit être conservée pour favoriser et entretenir la fermentation lactique. Le seau doit être ouvert le moins souvent possible, une fois par jour, l'air étant un frein au processus de fermentation anaérobie.
Les couches ne doivent être ni trop petites ni trop grosses, entre 1 et 3 cm par dépôt sinon il est possible de réaliser une couche dans un coin du seau pour atteindre 1 cm, le mieux étant d'attendre d'avoir suffisamment de biodéchets pour effectuer un dépôt dans le seau étanche. Si la quantité de biodéchets est importante, la possibilité est alors d'effectuer plusieurs couches saupoudrées et tassées successivement. Le saupoudrage doit être suffisant et particulièrement sur les morceaux protéinés sensibles (viande et produit laitier) sous peine de générer des odeurs gênantes lors de la purge de l’excès de liquide. La poudre Bokashi doit aussi être conservée dans un récipient étanche pour maintenir son efficacité.

### Étape 2: décomposition pour la valorisation
Après la première phase de fermentation qui neutralise les biodéchets, plusieurs solutions complémentaires permettent le surcyclage des biodéchets par un transfert sans urgence de cette fermentation stabilisée. La méthode directe peut paraître préférable à la méthode indirecte dans la mesure où les micro-nutriments des déchets, directement assimilable par les plantes iront principalement les amender en priorité à court terme et nourrir le sol, micro et macro-organismes, ensuite à long terme.

#### Méthode directe de décomposition - Au Jardin
Une quinzaine de jours d'attente au minimum est nécessaire pour faire respirer le Bokashi afin de réduire l'acidité de la fermentation lactique du Bokashi (pH de 3,5 à 4 environ) et atteindre naturellement un pH de la terre proche de 6,5-7,,. À la suite de cette période de stabilisation, il est possible de semer ou planter.
Plusieurs voies directes de décomposition sont possibles :
- soit en déposant un peu de Bokashi au fond d'un pot de fleur ou une jardinière avec un recouvrement de terre, soit en mélangeant 1 volume de Bokashi avec 3[71] ou 4[72] volumes de terre;
- soit dans une petite tranchée en enfouissant environ 2 kg de Bokashi par mètre de tranchée de culture simplement recouvert de 15 centimètres de terre sans tasser[1],[63],[104] ;
- soit en déposant le contenu du seau Bokashi dans un autre seau plus gros recouvert d'une couche de terre de jardin sans mettre de couvercle. Cette opération simule l'opération précédente dans un seau pour effectuer le compostage hors sol[1], dans une serre ou un garage en hiver, suivi d'un enfouissement après maturation aérobie de quinze jours minimum effectuée alors dans le seau ouvert recouvert de terre sans couvercle[105].

#### Méthode indirecte de décomposition - Compostage
La solution indirecte est possible en milieu urbain, en cas de problème de stockage, d'espace ou en période de gel hivernal sans possibilité de valorisation directe au jardin. L’intérêt est de fournir un apport plutôt azoté nécessaire à l'équilibre Azote/Carbone (Rapport C/N) d'un compost composé de déchets verts ligneux plutôt carbonés. L’énergie de la ressource Bokashi sert alors aux micro-organismes pour la décomposition des matières plutôt carbonées afin d'obtenir une bonne humification de l'ensemble.
Plusieurs voies indirectes de décomposition sont possibles :
1. vers un composteur domestique de particulier[106],[107] ;
2. vers un lombricomposteur[94] ;
3. vers un composteur collectif de proximité partagé[30] ;
4. vers une collecte en conteneur collectif étanche en pied d'immeuble[108] ;
5. vers une collecte en porte-à-porte pour rejoindre une aire de compostage de proximité[109] ou industrielle.

## Sélection des biodéchets

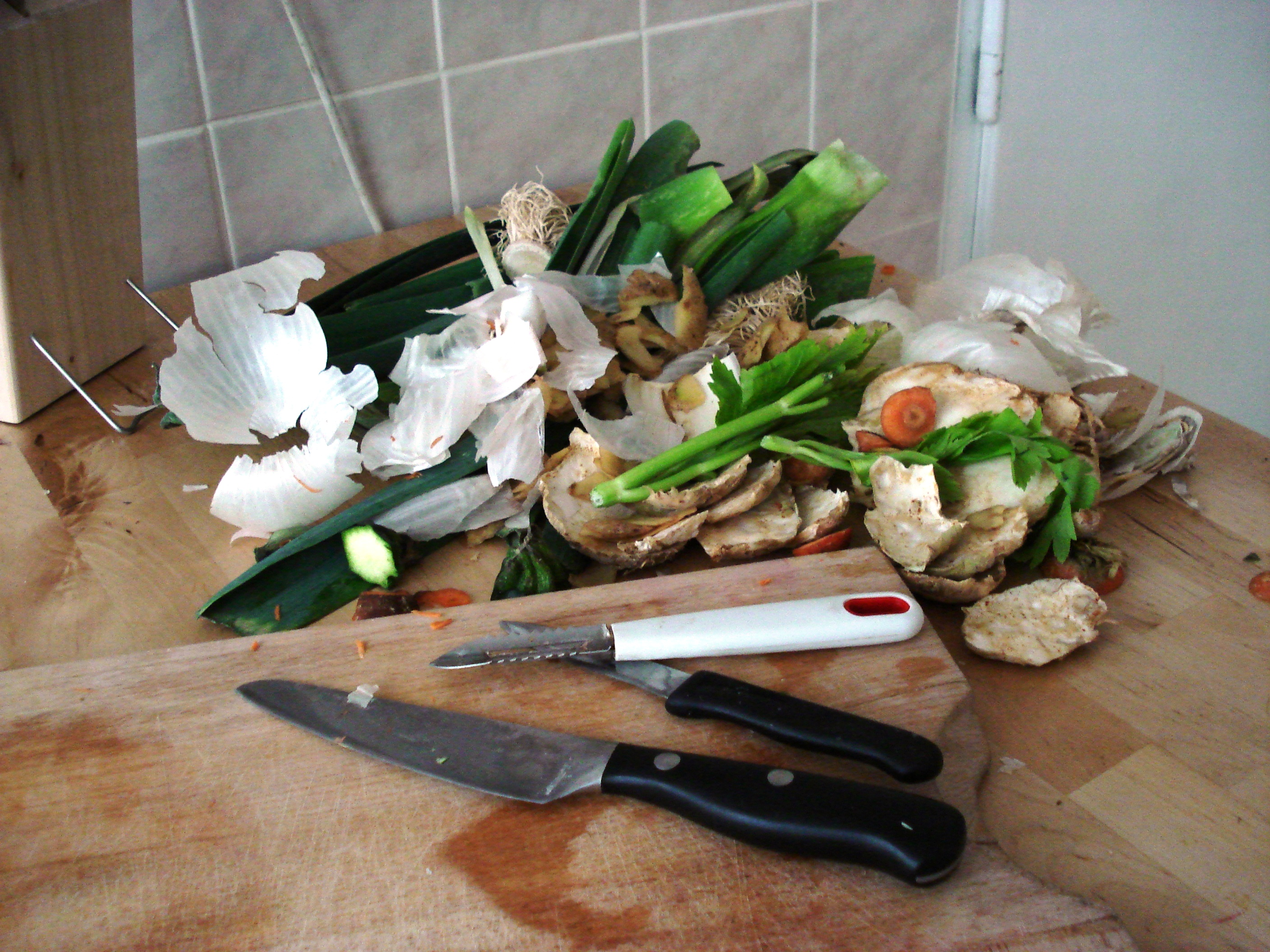
Biodéchets de cuisine

### Biodéchets acceptés
Les biodéchets de préparation de cuisine et les restes de repas en général :
- Pains, gâteaux, pâtes, farines, céréales ;
- Gras et huile végétale en faible quantité ;
- Fruits (coques, noyaux compris) et légumes ;
- Fromages et autres produits laitiers, œufs et leurs coquilles ;
- Fleurs ou plantes fanées en petite quantité coupées en morceaux grossiers ;
- Viandes, poissons, crustacés, coquillages crus ou cuits ainsi que les petits os, coquilles, petites carapaces, arêtes ;
- Marc de café, sachet de thé, sachet de tisane dont le sachet est compostable, sinon ôter leurs sachets ou capsules non compostables ;
- Mouchoirs et essuie-touts en papier ainsi que petits cotons imprégnés de produits non-toxiques et totalement biodégradables ;
- Poussières dégradables de la maison en petites quantités ainsi que les petits déchets dégradables personnels de types  cheveux et ongles ;

### Biodéchets refusés

Produits dangereux pour l'environnement pouvant se retrouver malencontreusement associé à un biodéchet dans le seau Bokashi

#### Produits dangereux pour l'environnement
Certains produits dangereux peuvent se trouver piégés dans un produit compostable ou nécessitent une élimination particulière :
- Les matières : Mouchoirs et essuie-touts en papier ainsi que cotons de soins médicaux ou de maquillage imprégnés de produits toxiques, potentiellement infectieux ou non-biodégradables sont éliminés vers les ordures ménagères résiduelles ;
- Les médicaments : En France, sur près de 30 000 tonnes de médicaments non utilisés par an, 13 000 tonnes seulement sont récupérées dans les pharmacies[110]. Ils sont collectés gratuitement et obligatoirement dans toutes les pharmacies pour Cyclamed[111].

#### Produits bloquants
Certains produits peuvent être valorisables par un retour au sol mais leur volume, leur taille ou leur constitution est bloquante :
- En trop grande quantité, bien qu'acides (jus de fruit, vinaigre) ou légèrement acides (lait), ces liquides en général sont évacués vers les eaux usées ;
- Les gros os et coquilles de fruits de mer en grande quantité (moules, huîtres, bulots, coques...) peuvent servir de drainage au fond de pots de fleurs ou d'un seau Bokashi fait maison, être broyés pour un paillage ou calcinés pour produire de la chaux, un amendement basique au jardin ;
- Les déchets verts du jardin peuvent aller vers un broyeur de végétaux individuel ou collectif pour la production de paillage type Bois Raméal Fragmenté (BRF), vers un compostage domestique ou collectif ou vers une déchetterie qui assurent la collecte de déchets verts (en France, il est interdit de brûler les déchets verts[112]) ;
- La cendre de bois est un produit alcalin au pH élevé (entre 10 et 13), qui en trop grande quantité peut neutraliser l'acide lactique et bloquer le processus de fermentation du Bokashi. C'est un amendement basique de qualité assimilable au jardin ou au potager. La cendre de bois est particulièrement intéressante pour la stabilité du sol et pour son caractère hygroscopique en jardinage biologique pour éloigner limaces et escargots[113].

### Cas particuliers

#### Sacs plastique biosourcés

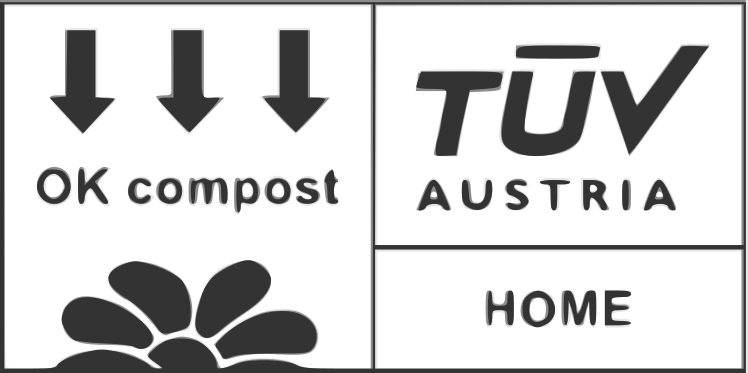
Logo "OK Compost HOME" - visible sur les sacs plastique à usage unique partiellement composés de matière biosourcée certifiés par TÜV AUSTRIA

En Europe, depuis le 1er janvier 2017, des sacs en matières plastiques partiellement biosourcés (40 % minimum en 2018 jusqu'à 60 % minimum en 2025) sont obligatoirement distribués par tous les commerces pour l’emballage unique des marchandises à l’intérieur des points de vente. On les retrouve principalement sous appellation "OK Compost HOME". Ils sont conçus pour être compostables dans un composteur domestique de jardin, en ambiance aérobie et doivent répondre aux exigences de la norme NF T 51-800:2015.
Durant la première phase de fermentation, aucune précision n'est apportée concernant la norme de biodégradabilité et fragmentation des sacs "OK Compost HOME" par des micro-organismes mésophiles en milieux anaérobie aqueux tel que le milieu de pré-compostage Bokashi. La mesure de précaution est de ne pas mettre de sacs biosourcés dans le seau Bokashi, l'ADEME précisant en décembre 2016 qu'il n'existe pas de recul sur la dégradation des sacs compostables en milieu anaérobie.
Pour la deuxième phase directe au jardin, n'étant pas conçus pour se dégrader par enfouissement direct au sol tel les plastiques identifiés "OK biodegradable SOIL", les sacs plastique "OK Compost HOME" restent compostables dans un composteur aérobie domestique, collectif ou industriel.

#### Déjections d'animaux domestiques
C'est un point sensible culturel et délicat du recyclage des biodéchets des ménages, particulièrement en milieu urbain et semi-urbain. Considérées comme autres déchets putrescibles, elles restent le point noir de la stratégie du Zéro Déchet.

##### Litières des animaux domestiques

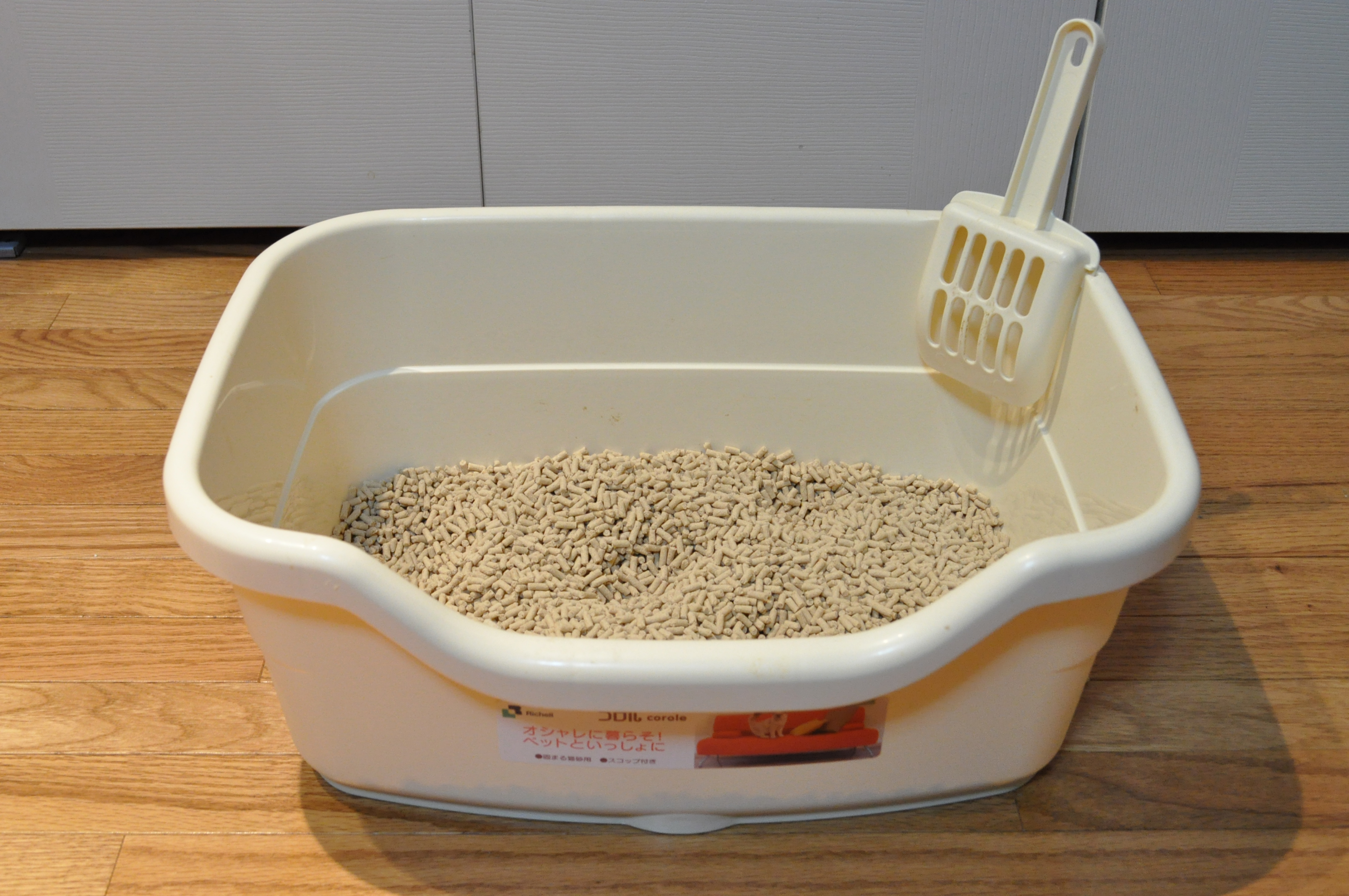
Litière absorbante de granulés compostables

En France, les litières d'animaux domestiques représentent 2 % des déchets ménagers, soit 450 000 tonnes par an en 2020 dont 280 000 tonnes par an de litière biodégradable pour 12 millions de chats avec 33 kg de litières utilisées par chat et par an, sans oublier les 5,5 millions d'oiseaux et 2,5 millions de petits mammifères. 40% des litières d'animaux domestiques vont aux ordures ménagères. Les litières à base d'argile en particulier ne sont pas valorisables par compostage et en général éliminées vers les ordures ménagères.
Une solution de surcyclage est d'utiliser de la litière d'origine végétale compostable qui peut être valorisée en fournissant un amendement mixte au jardin,. Toutefois, le risque sanitaire demande une hygiénisation dans un composteur montant suffisamment à une température de 50 °C durant au moins 24 heures et que la collecte soit séparée dans un seau Bokashi dédié, et en particulier si le volume est important pour la gestion de proximité des biodéchets,.

##### Matières fécales des animaux domestiques
Autre point délicat du recyclage par la valorisation des biodéchets des ménages, avec plus de 7 millions de chiens en France en 2014. Outre celles des chiens, les déjections putrescibles issues des animaux familiers ne sont pas considérées comme du lisier, mais nécessitent une attention d’hygiène et de sécurité. Les litières et excréments d'animaux sont des matières non retenues, même fermentées, pour la production d'amendement pour l'agriculture biologique. 

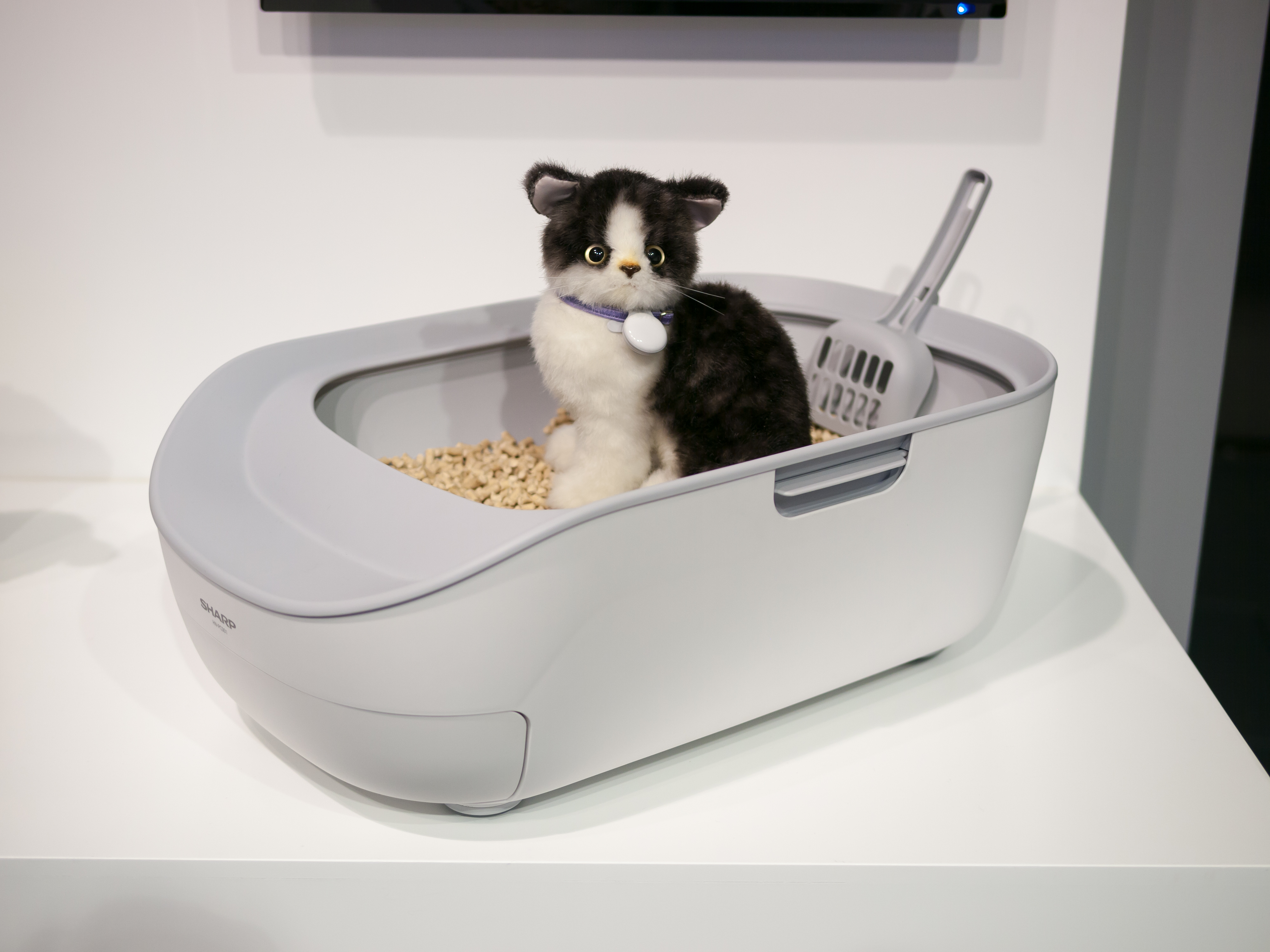
Litière de chats domestiques - L'OMS rappelle que les déjections des chatons sont des vecteurs de la toxoplasmose durant quelques semaines seulement

Une attention particulière, rappelée par l'OMS, concerne la toxoplasmose dans les déjections principalement des jeunes chatons. Autre solution que celle largement pratiquée par l'élimination vers les ordures ménagères est de jeter les déjections ou les petits amas fécaux quotidiens agglomérés de litières compostables proposée par certains fabricants dans les toilettes. Des alternatives toilettes sèches proposent que les déjections soient traitées séparément dans un seau Bokashi dédié, ou directement déposées au jardin dans un ensemble corbeille Bokashi spécifique enfouie de type mini fosse septique. Pour favoriser et optimiser l'accès aux bactéries, les déjections collectées ne doivent pas être contenus dans un sac plastique étanche, même biosourcé mais dans un papier poreux de type journal, kraft ou papier toilette biodégradables. Par prévention, la corbeille est placée à distance du potager, arbres fruitiers et espaces de jeux. Ce compost produit une fois mûr sert exclusivement d'engrais au jardin d'ornement pour éviter d’éventuelles contaminations.

## Place du Bokashi dans les modes de compostage individuel domestique

### Comparatif des modes de compostage pour le choix des ménages
Le volume à composter des biodéchets d'un ménage restant modeste, le compostage domestique ne peut monter en température. Il abrite alors une biodiversité mésophile dont un large éventail d'acteurs du broyage et de la minéralisation de la matière organique, notamment les bactéries, les champignons, les insectes et les vers. Trois modes de compostage domestique mésophile (compostage pour un foyer, de petite capacité inférieure à 1 m3 et de température moyenne inférieure à 45 °C) se partagent le choix des ménages selon la sensibilité, la capacité et les moyens possibles de valorisation des biodéchets avec un taux d'éloignement de l'enfouissement ou de l'incinération propre à chaque mode. Les modes les plus communément utilisés dans le monde et majoritairement proposés en France sont le compostage domestique en tas, en fosse, en bac ou en petit silo ainsi que le lombricompostage. Pourtant, le compostage Bokashi reste une solution proposée par le ministère de la Transition écologique et solidaire comme une solution de compostage domestique des biodéchets des ménages en habitat individuel ainsi que depuis 2011, par la Commission Européenne.
Aussi, les trois modes sont des solutions parfois très techniques nécessitant sensibilisation, formation et soutien après acquisition pour éloigner au maximum les échecs, démotivations et blocages ponctuels. Pour limiter les éventuelles déconvenues et favoriser l'adoption du mode choisi au quotidien, les pouvoirs publics aidés d'associations font souvent l'objet de programmes locaux d'ateliers pour accompagner et proposer le choix le plus adapté à chaque foyer et sont souvent proposés à faible coût par une participation des pouvoirs publics, principalement au Royaume-Uni,, au Japon,,, en Nouvelle-Zélande, en Australie et aux États-Unis. Ces trois solutions de valorisation des biodéchets de cuisine peuvent être aussi complémentaires.
| Modes de compostage   | Choix des ménages* | Qualité de tri** |
| --------------------- | ------------------ | ---------------- |
| Bokashi               | 50 %               | 90 %             |
| Composteur individuel | 29 %               | 75 %             |
| Lombricomposteur      | 21 %               | 70 %             |

*Choix des ménages - Représente la répartition dans le choix du mode compostage pour 924 systèmes acquis pendant l'étude.
**Qualité de tri - Pourcentage d'évitement de l'enfouissement ou de l'incinération par la récupération des biodéchets de cuisine des ménages (moyenne de 82 % pour l'ensemble).

### Comparatif des modes de compostage en maraîchage lors d'une utilisation comme amendement direct
En 2017, lors de sa thèse, première étude scientifique sur l'EM Bokashi produit à partir de déchets de cuisine et de table aux États-Unis, Dana Mae Christel de l'Université américaine du Vermont compare les trois procédés - Bokashi, Lombricompostage et Compost - pour la culture d'épinards sous serre et en plein champs, en agriculture biologique. C'est une des rares études comparant d'autres amendements de types organiques au compostage Bokashi avec comme source des biodéchets alimentaires. Cette étude montre que le Bokashi est un amendement supplémentaire ou alternatif adapté au maraîchage et au jardin potager pour la culture biologique des légumes. Son mode opératoire est le plus simple, le plus rapide et le moins coûteux des trois systèmes. Le Bokashi n’exige pas de mélange équilibré de matière brune (plutôt carbonée) et verte (plutôt azotée) avec un rapport C/N de 10 environ après maturation aérobie (enfouissement au jardin). Il est assimilable tel-quel au jardin après maturation anaérobie (en seau étanche) puis aérobie (en seau ouvert recouvert de terre ou enfoui au jardin) d'une quinzaine de jours chacun. Le Bokashi nécessite moins de temps d'élaboration et d’espace de production. La fermentation anaérobie de la première phase apporte un blocage bénéfique de la nitrification pour une libération lente de l'azote durant la croissance des plantes. Il apporte les nutriments nécessaires aux plantes (N, P, K) et permet d'augmenter les concentrations foliaires de micronutriments tels que K, Mn, Fe et Zn.
| Mode de compostage                                        | Temps de fabrication               | Équilibrage du rapport C/N | Intérêts du produit final | Facteurs de fabrication et d'utilisation |
| --------------------------------------------------------- | ---------------------------------- | -------------------------- | --- | --- |
| Bokashi (1) phase de fermentation (2) phase de compostage | 1 mois [15 jours(1) + 15 jours(2)] | Inutile                    | La fabrication du Bokashi avec des biodéchets de cuisines est rapide en espace réduit sans besoin de matière organique additionnelle. Le brassage et l'aération sont inutiles. Il stocke(1) et libère(2) lentement les nutriments de type azote (NH4+) et augmente la qualité nutritionnelle par un apport en micronutriments Mn et Fe en particulier. | Le Bokashi nécessite une utilisation d'inoculant EM Bokashi pour la fabrication de poudre EM Bokashi(1). Il est nécessaire de l'enfouir pour la maturation aérobie(2) (stabilisation du pH et décomposition) et éviter les pertes d'azote par évaporation en gaz d'ammoniac (NH3).                                                                                                   |
| Compostage traditionnel                                   | 3 à 12 mois                        | Rigoureux                  | Le compostage traditionnel améliore la structure des sols et augmente la matière organique dans la durée avec une meilleure aération et rétention d'eau. Il peut être déposé puis griffé simplement en surface du sol. Le compost à base de fumier augmente le niveau de Phosphore (P).                                                                | Le compostage traditionnel nécessite un besoin d'équilibre rigoureux de différents types de matières organiques. Il nécessite de l'espace, du temps de maturation souhaitée, d'une surveillance d'aération et d'humidité ainsi que de température, une mécanisation ou une énergie physique importante de fabrication. Un risque de lessivage du nitrate (NO3−) existe par épandage. |
| Lombricompostage                                          | 1 à 6 mois                         | Flexible                   | Le lombricompostage est un amendement riche en éléments nutritifs N, P et K, il facilite le rempotage et le bouturage par une correction des carences précoces en azote grâce à sa concentration en nitrate (NO3−). Il peut être déposé puis griffé simplement en surface du sol.                                                                      | Le lombricompostage nécessite une quantité importante de vers épigés au démarrage du processus. Ces vers de compost ont une sensibilité à la chaleur (avec un idéal à 25 °C) et au stress. Un risque de lessivage du nitrate (NO3−) existe par épandage. |

## Recherches dans le Monde

### Égypte
En 2017, pour sa thèse - Impact sur l'Utilisation de Compost Bokashi Résultant du Recyclage des Déchets de Cuisine sur la Laitue Pommée - le Dr Khaled M. Ghanem de l'Université de Mansourah effectue une étude durant la saison d'hiver 2015 avec des apports d'amendements de compost Bokashi associés ou non à un traitement foliaire à base de jus de compost Bokashi depuis des biodéchets de cuisine pour une production en 75 jours de laitues pommées. L’utilisation de Bokashi en quantité modérée permet d'améliorer notablement la qualité et la quantité de la récolte, le traitement foliaire n'ayant pas d'amélioration notable pour cette étude sur les salades.

### Espagne
En 2014, un groupe de chercheurs de Neiker-Tecnalia effectue une expérience d'efficacité des micro-organismes appliqués sur des salades pour prévenir de l'impact de pathogènes, de tester l'efficacité d'une utilisation d'un engrais organique de type Bokashi pour une utilisation en conditions réelles en agriculture rurale.

### États-Unis
État du Vermont - En 2017, lors de sa thèse, Dana Mae Christel de l'Université américaine du Vermont compare les trois procédés - Bokashi, Lombricompostage et Compost Thermophile - pour la Culture d'Épinards sous Serre et sur le Terrain en Agriculture Biologique. Les objectifs de cette étude sont d'évaluer les effets des trois engrais organiques sur les concentrations d'éléments nutritifs du sol, les concentrations d'éléments nutritifs dans le tissu des feuilles d'épinard, le rendement, la diversité fonctionnelle microbienne du sol et la rentabilité économique de la récolte. Cette thèse est la première étude consacrée à une comparaison entre amendements organiques et dont l'origine de la ressource du Bokashi est à base de biodéchets de cuisine urbaine.

### Malaisie
En 2016, le Dr Norzaidi Mohd Daud de l'Universiti Teknologi MARA effectuent une des premières études sur la méthode Bokashi à partir de déchets alimentaires. L'étude a pour objectif d'analyser les nutriments par une technique infrarouge, et de comparer l’intérêt et la rentabilité de deux modes de compostage urbains possibles : le compostage urbain anaérobie Bokashi et le compostage domestique Berkeley aérobie pour une production d'engrais organique.

### Nouvelle-Zélande
Ville de Christchurch - en janvier 2003, Gill Pontin, Mike Daly et Chris Duggan effectuent une étude - Disposal of Organic Kitchen Food Waste in the Canterbury/ Christchurch Region of New Zealand with an EM-Bokashi Composting System. Cette étude est basée sur une expérience de compostage EM-Bokashi dans un seau étanche pour une population de 100 ménages en effectuant deux fois le remplissage du seau suivi d'une fermentation complète puis d'un enfouissement au jardin avec une évaluation environ 30 jours après enfouissement. Bien que l'expérience se soit effectué durant les mois d'hiver, le retour d'expérience de l'ensemble de la communauté est, d'après l'étude, satisfaisant. Un détail technique précise qu'un seau de cinq litres convient mieux aux ménages de une à deux personnes et qu'un seau de dix litres aux ménages de trois à quatre personnes.
Ville de Queenstown - en 2009, Sean Patrick Barnes dans son étude - Bokashi Composting : Performance Monitoring to Assess the Potential of Commercial Level Applications - teste et évalue l'efficacité biologique bactéricide contre les agents pathogènes alimentaires ainsi qu'une analyse sur l'apport de nutriments solide et liquide après fermentation et après compostage. Les deux sources de biodéchets collectés sur huit semaines sont d'origines alimentaires différentes fournies par des professionnels de la restauration.

### Union européenne
En 2018, l'Union Européenne propose un projet de doctorant : Utilisation de courants organiques pour augmenter la matière organique du sol - Comprendre les réponses biogéochimiques du sol. Cette étude prévoit entre autres d'observer les effets des micro-organismes pour le traitement des flux de déchets organiques (compostage, digestion anaérobie, traitement Bokashi...) sur la teneur en matières organiques des sols et sur leur santé.

### Tanzanie
En 2010, Saidia Paul Sabas, Chilagane Daudi Amos, Alexander Wostry et Maro Janet Fares effectuent une expérience sur une plantation de maïs dans un sol pauvre, avec pour objectif de vérifier l'intérêt économique pour les petites exploitations, associée au compost Bokashi avec la technologie EM. Cette étude constate l'amélioration de la fertilité des sols, la gestion des nuisibles et des maladies des cultures.

## Initiatives et utilisation dans le Monde

### Afrique du Sud
En 2017, une initiative pour la deuxième phase de compostage Bokashi en extérieur (compostage aérobie) est adaptée aux petits espaces dans un grand sac, en mélangeant le Bokashi mûr et les déchets verts du jardin.

### Australie
Depuis 2007, L’Université Charles Sturt, sur son campus de Wagga Wagga collecte les déchets alimentaires par le procédé Bokashi avec plus de 40 seaux Bokashi placées autour des bâtiments du campus. Cent kilogrammes de déchets alimentaires du personnel sont collectés chaque semaine et détournés de l'enfouissement. En août 2018, l'Université australienne de Wollongong propose une solution Bokashi au bureau.

### Canada
En octobre 2009, une initiative à Vancouver permet une utilisation du compostage Bokashi à la maison et au bureau ainsi que sur l'île Saltspring.

### États-Unis
En janvier 2013, dans un article du New York Times, Elissa Gootman effectue une comparaison des systèmes de compostage disponibles en milieu urbain. Le Bokashi est un processus testé sur 4 systèmes disponibles.
État de Hawaï - Depuis 2015, L'école publique élémentaire Lanikai (en) Charter School, sur l’île d’Oahu pratique la méthode Bokashi associée à sa démarche Zéro Déchet. En deux ans, 100% des déchets alimentaires sont récupérés par les écoliers. Ils trient et séparent les aliments du déjeuner ainsi que les déchets de préparation de la cuisine, particulièrement pour les déchets protéinés qui conviennent aussi au processus Bokashi. En 2015, 6,5 tonnes de déchets alimentaires ont enrichi le compost fabriqué sur place. Pour cette initiative, l'École Lanikai est lauréat du prix national du Food Recovery Challenge 2016 décerné par l'United States Environmental Protection Agency pour ses activités de prévention et de réacheminement du gaspillage alimentaire associé à la méthode Bokashi.
État du New Jersey - En 2014, dans la ville de Jersey City, une campagne de six semaines de sensibilisation et d’engagement pour la prévention des déchets est associée à une stratégie de compostage Bokashi menée en milieu urbain sur 25 ménages. L'objectif est de sensibiliser ces ménages au gaspillage alimentaire et de trouver des solutions pour prendre en charge les biodéchets. L'expérience est axée sur la durabilité de la méthode sur une population d'adultes ciblés et une communauté de jardiniers.
État de New York - Dans l'arrondissement de Manhattan, depuis 2009, Shig Matsukawa, volontaire associatif, organise des formations de compostage Bokashi pour les communautés de jardiniers et les écoles. Il associe le lombricompostage avec le Bokashi. En novembre 2018, le jardin communautaire El Sol Brillante-Children's Garden qu'il gère est devenu un site de collecte de déchets alimentaires public. Le site collecte 15 à 20 kg de biodéchets par jour pour les composter avec la méthode Bokashi. 7,28 tonnes ont été traités par la méthode Bokashi en 2018. Dans l'arrondissement de Brooklyn, depuis 2010, Vandra Thorburn (Vokashi) propose un service de consigne et abonnement par mois pour le ramassage du seau Bokashi une fois rempli en mode occasionnel, mensuel aux particuliers ou professionnels et traiteurs.
Dans la ville de New York, en 2014, dans un rapport présenté par le département de l’assainissement de New York sur le compostage de la communauté de New York, sur 147 des 225 sites de compostage de la ville de New York dispersés sur 5 arrondissements de la zone pilote, certains expérimentent le Bokashi pour accepter en toute sécurité de la viande, du poisson et des produits laitiers. La méthode Bokashi représente 5% des systèmes de compostage utilisés. Il est possible de développer son unité de compostage de proximité au cœur de New York avec le Bokashi comme choix entre 7 processus de compostage possible. Sur Governors Island, la Méthode Bokashi est un des procédés de compostage domestique mésophile conseillé par l'association Earth Matter NY pour son projet New York Compost Project.
État du Montana - En 2017, le ministère de la Qualité de l’Environnement du Montana (MT DEQ) organise un programme qui permet de détourner 829 tonnes de biodéchets de l’enfouissement. La procédure Bokashi est utilisée dans ce programme.
État de Washington - En 2016, la ville de Washington lance une expérience citoyenne nommée Greenwave menée par trois Coréens de l'église épiscopale du Maryland et de la Virginie. Ce programme utilise la méthode de compostage Bokashi. L'objectif du programme est d'améliorer et développer une procédure maximisée afin de l'étendre aux restaurants proches de Washington.

### France
Ville de Bordeaux - Début 2018, Bordeaux Métropole autorise une expérimentation de compostage Bokashi en pied d'immeuble avec pour objectif de réduire de 30 % le volume des ordures ménagères. 42 ménages volontaires participent à cette expérience via un abonnement de 70 € financé par la métropole pour un an. La structure associative RECUP' organise cette expérimentation avec la fourniture d'un seau Bokashi consigné associé à 2 kg de poudre Bokashi pour un an par foyer,. Les seaux pleins sont récupérés chaque mois par l'association dans les foyers et échangés contre un seau vide et propre. Début 2019, 72 ménages adhérents participent à l'expérience. A ce jour, plus de 500 foyers sont adhérents à l'association sur les communes de Bordeaux, le Bouscat et Mérignac. Cinq personnes composent l'équipe associative organisatrice dont les coursiers équipés de triporteur électrique sont chargés de transférer les seaux pleins de biodéchets fermentés dans un conteneur de 1 000 litres pour maturation. Ce compost va ensuite amender les parcelles de culture des maraîchers girondins volontaires situés en périphérie de la métropole bordelaise. Au 1er janvier 2021 et depuis septembre 2018, 60 tonnes de biodéchets sont ramassés pour 500 ménages inscrits (pour un seuil fixé à 500 ménages) avec 5 323 km parcourus en triporteur électrique pour la récupération et le transfert. Une association cousine est née en 2020 à Toulouse : Recup Occitanie.
Département de Vendée - l'Association Compost Citoyen expérimente le compostage urbain anaérobie Bokashi. Elle compare les deux procédés Bokashi : Le Bokashi traditionnel japonais en mode agricole aérobie et son adaptation urbaine anaérobie.

### Japon
Région de Chūgoku - La ville d'Hiroshima propose au choix pour les ménages trois solutions de compostage domestique d’intérieur : Le compostage urbain Bokashi dans seau étanche avec EM (ＥＭ密閉容器編), le Compostage en carton (ja) (ダンボールコンポスト編) avec de la tourbe et du charbon nécessitant un brassage ainsi que le lombricompostage(ミミズコンポスト編). La ville de Sōja distribue gratuitement de la poudre EM Bokashi pour ses administrés souhaitant la réduction du poids des déchets par tous les moyens.
Région de Kantō - Préfecture de Tokyo - La ville de Machida propose au choix pour les ménages trois solutions de compostage domestique : Le compostage en silo (地上型編), le compostage souterrain enfoui (地中型編) et le compostage urbain Bokashi nommé seau (バケツ型編) associé aux EM Bokashi (EMぼかし). Pour être utilisé, le compost traité avec la méthode Bokashi doit fermenter entre sept et dix jours puis mélangé avec 1 volume de pré-compost Bokashi pour 4 volumes de terre. Dans une jardinière ou mélangé au sol, le temps d'attente doit être d'un mois avant plantation ou semis. L’engrais liquide est dilué de 500 à 1000 fois.
Région d'Hokkaidō - En 2011, l'association EM Hokkahido effectue des stages pour la ville de Sapporo qui subventionne 2050 paires de seau Bokashi pour le compostage domestique des ménages,.

### Île Maurice
En 2014, le climat tropical de l'Île Maurice n'étant pas contre-indiqué à la méthode Bokashi, elle est une solution adoptée sur l'île,.

### Nouvelle-Zélande
Auckland - En 2016 et 2017, Le programme piloté par The Compost Collective, grâce à un financement de l'Auckland Council Waste, propose aux particuliers le Bokashi comme solution alternative au lombricompostage ou au compostage domestique. Lors du programme, 924 systèmes de compostage sont distribués dont 50% de Bokashi, 29% de composteurs individuels et 21% de lombricomposteurs. Les taux de détournement de l'enfouissement sont de 90% pour le Bokashi contre 75% pour le composteur individuel et de 70% pour le lombricompostage. Cinq cent cinquante-cinq tonnes de biodéchets des ménages ont été détournés de l'enfouissement durant ce programme.

### Philippines
En 2010, dans la ville de La Trinidad, un projet du Japan Agricultural Exchange Council (JAEC) dirigé par Mr Yokomori organise un séminaire pour la population locale sur le compostage des déchets ménagers à la maison avec la méthode Bokashi. 500 conteneurs de compostage urbain Bokashi sont distribués pour cette action. L'initiative est liée à la fermeture et le déplacement de la décharge municipale vers une municipalité voisine. La nouvelle décharge demande à la population de faire un maximum de tri à la source et d'effectuer un compostage de proximité avec le procédé Bokashi anaérobie. L'objectif est aussi de former les agriculteurs à produire leur propre amendement organique localement en autonomie pour limiter une production des légumes contaminés par des résidus de pesticides et ne pas faire appel aux engrais minéraux. Le projet qui a débuté en 2007 a été prolongé deux fois, de 2010 à 2012, puis de 2012 à 2015.

### Royaume-Uni
Une initiative se lance dès 2001 pour le développement du Bokashi au Royaume-Uni. D'autres accompagnements techniques et financiers sont organisés par les instances publiques :
- Le Bath & North East Somerset Council (en), l'Ipswich Borough Council (en), l'North Hertfordshire District Council (en), le Luton Borough Council (en), le Cumbria County Council (en), le Stockport Metropolitan Borough Council (en) et l'Herefordshire Council (en) proposent le procédé Bokashi en solution "Home Composting Special"[145].
- le North Yorkshire Country Council (en) propose le procédé Bokashi[188] associé au programme Food Waste Composting[144] comme système alternatif[189].
- L'East Sussex County Council (en)[190] propose et compare le Bokashi parmi 6 systèmes de compostage[191].
- Le Rother District Council propose une solution de compostage de cuisine Bokashi "Kitchen Composter Kit"[192].
- Dans le Comté du Worcestershire, le Bokashi est expliqué parmi 7 systèmes de compostage au choix[193].
- Le Doncaster Council propose le "Kitchen composters Bokashi"[194].
- Le West London Waste Authority (en) propose la Bokashi pour le compostage sans jardin[195].
- Dans le Comté du Leicestershire, le Bokashi est proposé parmi 4 alternatives de compostage[196].
- Dans le Comté du Hampshire, le Bokashi est expliqué aux administrés comme une autre façon de composter à la maison pour un compostage sans jardin[197].
- Dans le Borough royal de Kensington et Chelsea, district du Grand Londres, propose le Bokashi parmi 10 systèmes de compostage[197].
- Le Perth et Kinross Council (en) propose le Bokashi parmi 4 solutions de compostage[198].

### Suède
En 2019 - Ville de Växjö, Sara Bäckmo (sv), journaliste et écrivain d'origine suédoise, jardinière du climat froid adapte et adopte 6 astuces pour conserver et utiliser le compost Bokashi en hiver, en intérieur, sur le balcon et en extérieur. Le liquide Bokashi est une méthode parmi quatre types de fertilisations organiques liquides auto-produites (urine, lixiviat de fumier de poulet, macération d'orties et lixiviat Bokashi) qu'elle utilise dans son jardin potager.